# Licurgo (re di Sparta)
Licurgo (in greco antico: Λυκοῦργος?, Lykoùrgos; III secolo a.C. – Sparta, 211 a.C.) fu il penultimo re di Sparta della dinastia euripontide, salito sul trono con la restaurazione diarchica del 219 a.C. dopo la parentesi repubblicana.
Morì nel 211 a.C. e gli successe il figlio Pelope.

## Biografia
Dopo la parentesi repubblicana (222-219 a.C.) conseguente alla battaglia di Sellasia, a Sparta fu restaurata la diarchia e salirono sul trono Agesipoli III per la dinastia Agiade e Licurgo per la dinastia Euripontide.
Mentre Agesipoli III era di diretta discendenza reale, in quanto nipote di Cleombroto II e di Chilonide, a sua volta figlia di Leonida II, Licurgo era solo un lontano parente di precedenti re ma riuscì a salire al trono, secondo la testimonianza di Polibio, grazie al fatto che corruppe i cinque efori, regalando a ciascuno di loro un talento d'argento.
Secondo la linea di successione al trono euripontide, infatti, il trono sarebbe dovuto passare ad Ippomedonte o ad uno dei suoi due nipoti, i figli di Archidamo V, uno dei quali aveva sposato sua figlia.
Dopo aver deposto e mandato in esilio il collega Agesipoli nel 215 a.C., Licurgo rimase l'unico di Sparta. Morì nel 211 a.C., lasciando il trono al figlio Pelope ma, visto che il nuovo re era di minore età, il potere fu esercitato dal suo tutore, il tiranno Macanida.